# Jan Fogel
Jan Fogel (ur. 21 lutego 1877,  zm. 1955) – pułkownik saperów Wojska Polskiego.

## Życiorys
Jan Fogel urodził się 21 lutego 1877. Był oficerem armii rosyjskiej. Walczył na I wojnie światowej i wojnie z bolszewikami 1919–1920. 29 marca 1919 został przeniesiony z Sekcji Inżynierii Wojskowej Departamentu Technicznego Ministerstwa Spraw Wojskowych w Warszawie do Dowództwa Okręgu Generalnego „Warszawa” w Warszawie na stanowisko kierownika Referatu Techniczno-Inżynieryjnego i szefa Zarządu Fortyfikacyjnego. W 1920 roku był dowódcą Grupy Fortyfikacyjnej Nr 2.
W 1921 został organizatorem i pierwszym dowódcą 5 pułku saperów w Krakowie. 20 sierpnia 1922 przyjął obowiązki dowódcy 3 pułku Saperów Wileńskich w Wilnie. 25 listopada 1922 został zatwierdzony na stanowisku dowódcy pułku. W maju 1926 powierzono mu pełnienie obowiązków szefa Wojsk Technicznych Okręgu Korpusu Nr III. Z dniem 1 marca 1927 roku został mu udzielony dwumiesięczny urlop z zachowaniem uposażenia, a z dniem 30 kwietnia 1927 roku został przeniesiony w stan spoczynku. W 1934 roku pozostawał w ewidencji Powiatowej Komendy Uzupełnień Warszawa Miasto III. Posiadał przydział do Oficerskiej Kadry Okręgowej Nr I. Był wówczas „w dyspozycji dowódcy OK I”.
Był mężem Zofii z Weidemanów (1888–1979).
Zmarł w 1955. Pochowany na cmentarzu Powązkowskim w Warszawie (kwatera 55-1-21).

## Awanse
- podpułkownik – 1 kwietnia 1920[12].
- pułkownik – ze starszeństwem z dniem 1 czerwca 1919[13].

## Ordery i odznaczenia
- Krzyż Walecznych (dwukrotnie: 1922)[14]
- Złoty Krzyż Zasługi (30 grudnia 1924)[15][16]